# Parafia Matki Bożej Królowej Różańca Świętego w Taunton
Parafia Matki Bożej Różańcowej w Taunton (ang. Our Lady of the Holy Rosary Parish) – parafia rzymskokatolicka położona w Taunton w stanie Massachusetts w Stanach Zjednoczonych.
Była ona jedną z wielu etnicznych, polonijnych parafii rzymskokatolickich w Nowej Anglii z mszą św. w j. polskim dla polskich imigrantów.
Ustanowiona w 1909 roku.
Parafia została poświęcona Matce Bożej Różańcowej. Wspomnienie liturgiczne obchodzone w drugą niedzielę po oktawie Bożego Ciała
Brak mszy św. w j. polskim.
Obecnie kościół służy portugalskojęzycznej społeczności z dochodzącym kapłanem.